# Synchlora frondaria
Synchlora frondaria là một loài bướm đêm trong họ Geometridae.